# فيكرام شاندرا
فيكرام شاندرا (بالإنجليزية: Vikram Chandra)‏ هو صحفي ومؤلف ومذيع أخبار هندي، ولد في 7 يناير 1967 في نيودلهي في الهند.